# Lebesguezahl
Eine Lebesguezahl ist eine (nicht eindeutige) Zahl, die man einer offenen Überdeckung eines kompakten metrischen Raums zuordnen kann. Benannt wurde sie nach dem französischen Mathematiker Henri Léon Lebesgue.
Sie dient oft als Hilfsmittel, wenn Endlichkeitsbedingungen gegeben sind.

## Satz von der Existenz
Der Satz von der Existenz einer Lebesguezahl oder das Lemma von Lebesgue ist ein Lemma aus dem Gebiet der Topologie.
Er besagt, dass für jeden kompakten metrischen Raum {\displaystyle X} mit Metrik {\displaystyle d} gilt:
Zu jeder offenen Überdeckung {\displaystyle {\mathcal {U}}} existiert eine Zahl {\displaystyle \delta >0} sodass jede Teilmenge {\displaystyle A\subseteq X} mit Durchmesser {\displaystyle d(A)<\delta } in einer Überdeckungsmenge {\displaystyle U\in {\mathcal {U}}} enthalten ist, also {\displaystyle A\subseteq U}.
Eine solche Zahl {\displaystyle \delta } heißt Lebesguezahl der Überdeckung {\displaystyle {\mathcal {U}}} für {\displaystyle X}.
Jede kleinere Zahl ist somit natürlich auch eine Lebesguezahl zu dieser Überdeckung und diesem Raum.

## Beweis
Wenn {\displaystyle X\in {\mathcal {U}}}, kann jede Zahl {\displaystyle \delta >0} gewählt werden, da ja alle Teilmengen {\displaystyle A\subseteq X} in einer Überdeckungsmenge enthalten sind.
Sei also nun {\displaystyle X\not \in {\mathcal {U}}}.
Da {\displaystyle X} kompakt ist, lässt sich aus {\displaystyle {\mathcal {U}}} eine endliche Teilüberdeckung wählen, sei also {\displaystyle \{A_{1},\dots ,A_{n}\}\subseteq {\mathcal {U}}} eine (endliche) Überdeckung von X.
Für alle {\displaystyle i\in \{1,\dots ,n\}}, setze {\displaystyle C_{i}:=X\setminus A_{i}} und definiere eine Funktion {\displaystyle f\colon X\rightarrow \mathbb {R} } durch {\displaystyle \textstyle f(x):={\frac {1}{n}}\sum _{i=1}^{n}d(x,C_{i})}.
Für ein beliebiges, aber festes {\displaystyle x\in X} wähle nun {\displaystyle i} so, dass {\displaystyle x\in A_{i}}.
Wähle nun ein {\displaystyle \epsilon >0} klein genug, sodass die {\displaystyle \epsilon }-Umgebung von {\displaystyle x} in der gewählten Überdeckungsmenge liegt, also {\displaystyle U_{\epsilon }(x)\subseteq A_{i}}.
Nun ist {\displaystyle d(x,C_{i})\geq \epsilon }, also ist {\displaystyle f(x)\geq {\frac {\epsilon }{n}}}. Die Funktion {\displaystyle f} ist somit
auf ganz {\displaystyle X} positiv.
Da {\displaystyle f} stetig und auf einem Kompaktum definiert ist, nimmt es ein Minimum {\displaystyle \delta >0} an. Dieses ist die gesuchte Lebesguezahl:
Sei {\displaystyle B\subseteq X,d(B)<\delta } eine Teilmenge mit Durchmesser kleiner {\displaystyle \delta }. Für jedes {\displaystyle x\in B} liegt {\displaystyle B} nun in der {\displaystyle \delta }-Umgebung von {\displaystyle x}. Wähle nun ein beliebiges {\displaystyle x_{0}\in B}.
Sei nun {\displaystyle m} so gewählt, dass {\displaystyle d(x_{0},C_{i})} für {\displaystyle i=m} maximal wird.
Nun ist {\displaystyle \delta \leq f(x_{0})\leq d(x_{0},C_{m})} und die {\displaystyle \delta }-Umgebung {\displaystyle U_{\delta }(x_{0})} von {\displaystyle x_{0}} und damit {\displaystyle B} liegen ganz in {\displaystyle A_{m}=X\setminus C_{m}} aus der Überdeckung {\displaystyle {\mathcal {U}}}.
Damit ist jetzt also ein {\displaystyle \delta } mit der Eigenschaft der Lebesguezahl gefunden.

## Anwendungen
Die Lebesguezahl wird beim Beweis verschiedener grundlegender Sätze der Algebraischen Topologie verwendet, so beim Beweis des Satzes von Seifert-van Kampen oder der Mayer-Vietoris-Sequenz und des Ausschneidungsaxioms der singulären Homologie.